# Tính năng của Mozilla Firefox

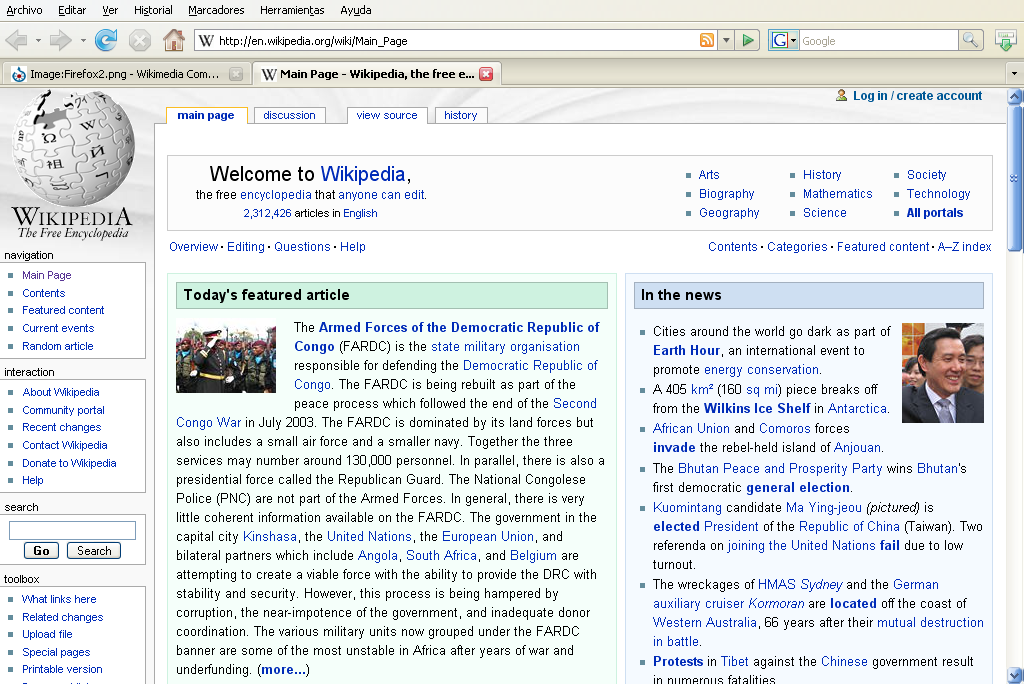
Hình ảnh Mozilla Firefox 2.0 đang chạy trên Ubuntu

Tính năng của Mozilla Firefox giúp tách biệt nó khỏi các trình duyệt web khác như Internet Explorer. Nó thiếu nhiều tính năng có trong các trình duyệt khác, trong nỗ lực tránh tạo ra giao diện hỗn độn và cho phép trình duyệt được truyền tải dưới dạng cốt lõi nhỏ gọn đã được gọt giũa, dễ dàng tùy biến để phù hợp với nhu cầu của người dùng. Thay vì cung cấp tất cả tính năng trong một bản phân phối chuẩn, Firefox dựa vào hệ thống phần mở rộng để cho phép người dùng chỉnh sửa trình duyệt tùy theo nhu cầu của họ.

## Sử dụng và truy cập

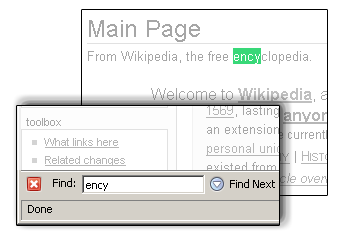
Hình chụp thao tác Find as you type. Người dùng gõ vào từ muốn tìm, và tình duyệt sẽ hiển thị chữ tìm được với màu xanh da trời.

Những người phát triển đặt một lượng lớn công việc sắp tới trong đơn giản hóa giao diện người dùng của Firefox. Thiết kế bảng lựa chọn ẩn đi rất nhiều lựa chọn thường dùng trong Mozilla Suite.
Firefox hỗ trợ duyệt tab, cho phép người dùng mở nhiều trang web trong cùng một cửa sổ. Tính năng này lúc đầu có trong một công cụ mở rộng MultiZilla Lưu trữ ngày 14 tháng 10 năm 2017 tại Wayback Machine của Mozilla Suite, sau đó nó phổ biến trong rất nhiều trình duyệt. Firefox cũng thuộc trong nhóm trình duyệt đầu tiên chấp nhận tùy biến chặn cửa sổ quảng cáo kiểu pop-up. Nó cũng hỗ trợ rất nhiều mẫu navigation bàn phím như tabbing navigation và caret navigation (trong một vài bản xây dựng, còn gọi là spatial navigation).
Firefox phiên bản 1.5 chạy trên hệ điều hành Windows cũng là trình duyệt đầu tiên được US federal government  công nhận là dễ sử dụng, dễ truy cập ngay cả đối với người tàn tật.
Trình duyệt có một vài tính năng giúp người dùng tìm kiếm thông tin. Thứ nhất Firefox có tính năng tìm liên tiếp được biết như là tìm như bạn đánh vào. Với tính năng này, người dùng có thể đơn giản đánh vào một từ trong khi vẫn có thể xem được trang web, và Firefox tự động tìm kiếm từ đấy và làm nổi bật từ tìm được. Khi người dùng gõ vào nhiều hơn một từ, Firefox lọc kết quả tìm kiếm của nó. Đồng thời nếu không tìm thấy kết quả người dùng yêu cầu, hộp Find sẽ có màu đỏ. Thật không may đối với người dùng Wikipedia, tính năng này không áp dụng được đối với ô textedit dùng để cập nhật bài viết. Vì vậy không có một cách gì để tìm kiếm từ muốn tìm trong một bài viết dài khi ta đang chỉnh sửa nó.
Firefox cũng có thanh công cụ tìm kiếm được tích hợp sẵn. Mặc định Firefox cho phép người dùng tìm kiếm trên các trang Google, Yahoo!, Amazon.com, Creative Commons, Dictionary.com, và eBay. Người dùng có thể tải về các công cụ tìm kiếm bổ sung (có cả cho Wikipedia Lưu trữ ngày 4 tháng 10 năm 2005 tại Wayback Machine) từ Dự án Mycroft hoặc loại bỏ bất cứ cái gì không muốn Lưu trữ ngày 6 tháng 11 năm 2005 tại Wayback Machine. Ngoài ra Firefox hỗ trợ tính năng từ tùy ý (custom keyword) đã được giới thiệu trong Mozilla Suite. Tính năng này cho phép người dùng truy cập đánh dấu trang của họ từ thanh định vị bằng cách dùng từ khóa (và tham số truy vấn tùy chọn). Ví dụ, sử dụng một từ tùy ý, người dùng nhập vào từ "google apple" vào thanh địa chỉ và sẽ được chuyển hướng đến trang Google tìm kiếm từ "apple". Tính năng từ tùy biến có thể được sử dụng cho các trang web sau: Google Search, Google Stock Search, Dictionary.com, Urban Dictionaray và Wikipedia. Khi người dùng nhập vào một từ khóa vào thanh địa chỉ mà Firefox không nhận ra (như từ khóa "apple"), Firefox sẽ tự động chuyển hướng người dùng đến kết quả đầu tiên trùng khớp với kết quả tìm của Google.

## Sự tùy biến

Hộp thoại của Mozilla Firefox 1.5.0.4 yêu cầu người dùng xác nhận thực sự muốn cài đặt công cụ bổ sung này

Firefox sử dụng theme Noia eXtreme

Thiết kế của Firefox chú trọng rất nhiều vào tính mở rộng. Với công cụ mở rộng (cài đặt thông qua mô dun XPInstall), người dùng có thể nhận được rất nhiều tính năng, như mouse gesture — kết hợp các thao tác của chuột làm phím tắt, chặn quảng cáo, chuyển proxy server, và công cụ dò lỗi. Rất nhiều tính năng của công cụ mở rộng đều dựa trên tính năng cu3a Mozilla Suite, ví dụ như ChatZilla IRC client và lịch.
Hệ thống công cụ mở rộng được xem như là nền tảng để thí nghiệm các chức năng mới của chương trình. Và nếu tính năng của công cụ mở rộng thực sự hữu ích và cần thiết nó có thể trở thành một phần của sản phẩm chính thức (ví dụ như duyệt tab — một tính năng phổ biến cung cấp thông qua công cụ mở rộng của MultiZilla— nay đã trở thành một tính năng chính thức của Mozilla).
Firefox hỗ trợ cho phép thay đổi rất nhiều giao diện khác nhau. Giao diện chứa đóng gói của CSS và tệp ảnh. Trang web Mozilla Update cung cấp rất nhiều giao diện cho người dùng tải về. Bằng cách thêm giao diện người dùng có thể tùy biến giao diện của Firefox bằng cách di chuyển và thao túng rất nhiều nút lệnh, trường, menu và các thứ tương tự như vậy bằng cách thêm và xóa toàn bộ thanh công cụ.
Trình cài đặt của Firefox có thể giúp tất cả công cụ mở rộng và giao diện trên trang web Mozilla Update luôn luôn được cập nhật mới nhất bằng cách cập nhật định kỳ và tự động cài đặt phiên bản cập nhật.
Thêm nữa, Firefox lưu trữ rất nhiều thiết lập ẩn tuy nhiên người dùng vẫn có thể truy cập bằng cách gõ about:config trong ô địa chỉ. Cơ chế này hiệu lực tính năng như chế độ một cửa sổ và lỗi, hoặc tăng tốc hiển thị trang web bằng rất nhiều thiết lập. Tính năng thử nghiệm như HTTP pipelining thường được ẩn đi trong menu about:config

## Hỗ trợ các tiêu chuẩn phần mềm
Mozilla Foundation rất tự hào về việc Firefox hỗ trợ hầu hết các chuẩn phần mềm đang tồn tại, đặc biệt là chuẩn W3C. Firefox cũng mở rộng hỗ trợ hầu hết các chuẩn cơ bản bao gồm HTML, XML, XHTML, CSS, ECMAScript (JavaScript), DOM, MathML, DTD, XSL và XPath. Tuy nhiên vào tháng 3 năm 2006 không có một phiên bản nào của Firefox hỗ trợ đầy đủ chuẩn Acid2, các trình duyệt Safari, Konqueror, Opera (9.0), iCab, và chương trình Prince đều vượt qua chuẩn này.
Firefox cũng hỗ trợ ảnh có định dạng PNG và rất nhiều biến đổi trong suốt.
Những người đóng góp cho Mozilla luôn luôn cải tiến Firefox để nó hỗ trợ đầy đủ hơn các chuẩn đang tồn tại và được sử dụng. Firefox đã hỗ trợ đầy đủ chuẩn CSS cấp 2 và một phần CSS cấp 3. Tuy nhiên, công việc vẫn tiếp tục các chuẩn đang còn thiếu như APNG và XForms và cải tiến hỗ trợ cho SVG. Một vài chuẩn của Mozilla như XBL cũng được họ mở rộng chuẩn (thông qua WHATWG).

## Hỗ trợ đa hệ
Mozilla Firefox có thể chạy trên rất nhiều hệ điều hành khác nhau. Các phiên bản được cung cấp chính thức trên trang web của Mozilla có thể chạy trên các hệ điều hành sau::
- Hầu hết các phiên bản Windows, bao gồm 98, 98SE, Me, NT 4.0, 2000, XP, và Server 2003. Phiên bản cho thiết bị USB Smart Drives cũng có(xem phần "Portable Firefox").
- Mac OS X. Mozilla Firefox phiên bản 1.5.0.4 đã được phát hành chính thức dưới dạng universal binary — một dạng mã máy giúp chương trình trên hệ điều hành Mac OS có thể chạy trên cả nền Intel x86 và Power PC. Rất nhiều phiên bản không chính thức đã được tạo trước đó, bao gồm cả phiên bản được tạo bởi lập trình viên của hãng Apple của năm 2005 Worldwide Developers Conference.
- Đối với rất nhiều bản phân phối của Linux sử dụng X Window System, Firefox được coi như là trình duyệt mặc định của hệ điều hành.

Firefox không hỗ trợ chính thức Windows NT 3.51 và Windows 95, nhưng nó vẫn có thể hoạt động được trên hai hệ điều hành này sau khi đã chỉnh sửa một vài thiết lập của Firefox.
Kể từ khi Mozilla Foundation mở mã nguồn của Firefox, người dùng có thể biên dịch và chạy Firefox trên rất nhiều kiến trúc và hệ điều hành mở. Các hệ điều hành sau không hỗ trợ chính thức bởi người phát triển Mozilla nhưng được biết là có thể chạy được:
- Solaris (x86 và SPARC)
- OS/2 và các bản kế, eComStation
- AIX[3]
- FreeBSD[4]
- IRIX
- NetBSD
- OpenBSD
- BeOS/Haiku/Zeta
- SkyOS
- RISC OS (ARM)[5]

Bản xây dựng cho Windows XP Professional x64 Edition cũng có tại 1
Phiên bản hỗ trợ cho máy tính Amiga cũng đang được phát triển.

## Duyệt theo thẻ

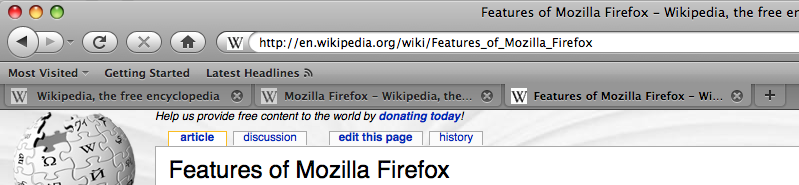
Một ví dụ Firefox 3.5 với hai thẻ

Firefox hỗ trợ duyệt web theo thẻ, cho phép người dùng mở vài trang trong một cửa sổ. Người ta lấy tính năng này từ Mozilla Application Suite, mà nó lại mượn từ phần mở rộng nổi tiếng MultiZilla Lưu trữ ngày 14 tháng 10 năm 2017 tại Wayback Machine cho Mozilla.
Firefox cũng cho phép "trang nhà" là một danh sách URL giới hạn bởi dấu sổ dọc (|). Nó sẽ tự động mở các thẻ riêng biệt thay vì một trang.
Firefox 2 hỗ trợ nhiều tính năng thẻ hơn, bao gồm một giải phép "tràn thẻ" cho phép người dùng thấy các thẻ mà nếu không có nó sẽ không đọc được, "kho phiên làm việc" cho phép người dùng giữ các thẻ đã mở qua những lần khởi động lại, và tính năng "phục hồi thẻ bị đóng".

## Công cụ phát triển web
Giống như Mozilla Suite, Firefox đi cùng hai công cụ phát triển web: DOM Inspector và JavaScript Console. Trong chế độ cài đặt mặc định DOM Inspector không được cài đặt, nó chỉ được cài đặt qua chế độ tùy chọn.
Firefox hỗ trợ rất nhiều công cụ mở rộng trợ giúp trong công việc phát triển web, bao gồm một công cụ rất mạnh mẽ như Venkman JavaScript debugger và công cụ phát triển web tích hợp sẵn tên là "Web Developer".

## Tính năng khác
Live bookmarking cho phép người dùng giám sát sự thay đổi đối với nguồn cung cấp bản tin. Việc này được thực hiện thông qua RSS hoặc Atom. Khi tính năng này được giới thiệu trong phiên bản 1.0 PR, một vài người lo lắng rằng Firefox sẽ bắt đầu chứa các tính năng không cần thiết và sẽ phình to chiếm nhiều tài nguyên hệ thống như Mozilla Suite, phiên bản nó sinh ra từ đó. Tuy nhiên, sử dụng web feeds đã trở thành một xu hướng phát triển rất mạnh trong thời gian gần đây khiến cho hỗ trợ RSS là một tính năng cần thiết cho trình duyệt và hữu ích đối với rất nhiều người.
Firefox cũng bao gồm khả năng tùy biến quản lý tải về. Người dùng có thể cấu hình trình duyệt để tự động mở tệp tải về hoặc lưu nó vào đâu đó trên ổ cứng. Mặc định Firefox lưu trữ tất cả các tệp người dùng yêu cầu tải về vào màn hình Windows và Mac OS X hoặc thư mục nhà của GNU/Linux.